# 徐宏源
徐宏源（1963年5月—），男性，湖北石首人，中国共产党员，中华人民共和国政治人物。。

## 生平
徐宏源早年就读于中国人民大学，于1985年7月参加工作，1988年1月加入中国共产党，其后出任国家计委经济预测中心综合处干部。1987年2月至1992年1月，任国家信息中心经济预测部干部。1992年1月至1995年9月，任国家信息中心经济预测部经济预测处副处长。1995年9月至1997年4月，任国家信息中心经济预测部经济调研室副处长。1997年4月至1998年9月，任国家信息中心经济预测部经济调研室处长。1998年9月至2002年5月，任国家信息中心经济预测部副主任（副司级）。2002年5月至2005年10月，任国家信息中心发展研究部副主任（副司级）。其间，2004年12月至2005年12月借调到中共中央办公厅调研室工作。2005年10月至2005年12月，任国家信息中心信息化研究部主任（正司级）。2005年12月至2009年7月，任中共中央办公厅调研室巡视员。
2009年7月，徐宏源来到湖南省，出任中共湖南省委副秘书长。2015年7月起，任中共长沙市委副书记、市委党校（长沙行政学院）校（院）长，并保留正厅级待遇。湖南省委副秘书长、省委办公厅主任。2022年，出任中共湖南省委改革办副主任，并分管该办公厅日常工作。